# Metentoria regina
Metentoria regina är en insektsart som beskrevs av Brunner von Wattenwyl 1907. Metentoria regina ingår i släktet Metentoria och familjen Phasmatidae. Inga underarter finns listade i Catalogue of Life.